# 江守沙矢
江守 沙矢（えもり さや、1988年10月15日 - ）は、日本の女優（俳優）、タレント。埼玉県熊谷市出身。
事務所は株式会社CINEMACT（シネマクト）を経て、現在は株式会社roots number2事業部に所属。
2022年、アメリカリッチモンド国際映画祭で主演短編映画『Funny』（佐久間啓輔監督）が観客賞、江守は最優秀俳優賞を受賞した。

## 出演

### テレビドラマ
- ラストシンデレラ（2013年、フジテレビ） - 本多亜優美 役
- NHK大河ドラマ
  - 軍師官兵衛（2014年） - 侍女 役
  - 麒麟がくる（2020年） - 遊女 役
  - 青天を衝け（2021年） - 玉蝶 役
- 5人のジュンコ（2015年、WOWOW） - 柳沢弘子 役
- 連続テレビ小説（NHK）
  - まれ（2015年） - ユイ 役
  - とと姉ちゃん（2016年） - 読者モデル 役
  - 虎に翼（2024年） - 鈴木博子 役
- 土曜ドラマ 破裂（2015年、NHK） - 伊藤夏美 役
- 楽園（2017年、WOWOW） - レポーター 役
- R134/湘南の約束（2018年、NHK）
- 学校に行けなかった私が「あの花」「ここさけ」を書くまで（2018年、NHK） - スタッフ 役
- 監査役 野崎修平（2018年、WOWOW） - レポーター 役
- やすらぎの刻（2019年、テレビ朝日） - レポーター 役
- ドクターX〜外科医・大門未知子〜（2019年10月17日 - 、テレビ朝日） - 鈴木ひとみ 役
- ぞくり。3「刷る」（2020年7月、TOKYO MX）
- だから殺せなかった 第2話（2022年1月16日、WOWOW） - 小泉由梨 役
- 恋愛ルビの正しいふりかた（2025年7月14日 - 、TOKYO MX） - 加賀レイナ 役[3]

### テレビ
- 日本テレビ
  - 夜遊び三姉妹
- TBS
  - 櫻井有吉アブナイ夜会 - 細川ふみえ 役
  - 水トク!「真夏の犯罪ワースト10」
- フジテレビ
  - 今夜はナゾトレ「瞬間探偵 平目木駿」
  - バナナマンの決断までのカウントダウン
  - ジェネレーション天国
- テレビ朝日
  - なら≒デキ
  - ロンドンハーツ
  - ナニコレ珍百景
  - 「ぷっ」すま
  - 全力坂
- テレビ東京
  - ニッポンお騒がせ人物伝2
- 読売テレビ
  - 男の本性あぶり出しバラエティ 妄想ふくらむフグ女たち
- TOKYO MX
  - MX直販！幸せエクスプレス
- BSフジ
  - 橋本マナミのヨルサンポIII
- J:COM
  - 集合！日本全国スターペット！

### 映画
- 三代目は女子高生（2012年公開、監督：藤原健一）
- ワリキリ 売春 匿名の女 栗原梨絵19歳（2013年公開、監督：能登秀美） - ミユ 役
- IDEA-イデア-（2013年公開、監督：佐々木優大） - 主演・イデア 役
- 春（2014年公開、監督：吉岡泉） - 主演・吉岡泉 役
- 媚空 -ビクウ-（2015年11月14日公開、監督：雨宮慶太） - 白海ガール 役
- 闇金ウシジマくん Part3（2016年9月22日公開、監督：山口雅俊） - キャバ嬢 役
- 短編映画 アサップ！（2016年公開、監督：Passion）※したまちコメディ映画祭入賞
- 野獣（クーガ）の城 ～女子刑務所～（2017年3月26日公開、監督:奥渉） - 連続殺人犯・藤堂蘭 役[4]
- Funny（2021年公開、監督:佐久間啓輔） - 主演・犬飼晴海 役 ※アメリカリッチモンド国際映画祭 観客賞 最優秀俳優賞 受賞
- カムイのうた（2024年1月26日公開、監督：菅原浩志） - 婦人 役[5]

### オリジナルビデオ
- 野獣（クーガ）の城～女子刑務所～2（2017年5月25日発売、監督：奥渉） - 連続殺人犯・藤堂蘭 役

### 舞台
- 「星みっつ」（2013年）
- 「MOTHER～特攻の母～」（2016年）
- 舞台「サイレントメビウス」（2017年） - ローザ・シャイアン 役
- 「ドロセラ～DOROSERA～」（2017年）
- 江守沙矢単独公演「汝～おんな～」（2018年）※一人芝居

### CM
- PGF生命
- みずほ銀行 ロト7
- Microsoft Surface
- レバテック
- Netflix
- Google Pixel トップショットで撮影編
- Yahoo!カーナビ
- JALパック
- ゲオモバイル
- Xperia
- キャプラ派遣ネット
- 株式会社イシダ 国生さゆりと稲川淳二編
- HOT PEPPER グルメ 空席確認編
- QUICPay

### WEB CM
- 三井ダイレクト損害保険
- JCBカード
- 西武鉄道「秩父さんぽ旅」
- JRA 「ウマのそら。」宝塚記念編

### 写真集
- 「和装散歩」浅草編・谷根千編